# Sam Fell
Sam Fell (* 22. November 1965 in Isle of Sheppey, England) ist ein britischer Filmregisseur, Drehbuchautor, Synchronsprecher und Animator, der 2013 für einen Oscar nominiert wurde.

## Leben
Sam Fell arbeitete das erste Mal 1992 als Regisseur, Drehbuchautor und als Synchronsprecher für den animierten Fernsehkurzfilm The Big Cheese. 1996 schuf er seinen zweiten Animationskurzfilm Pop der mit Stop-Motion-Verfahren aufgenommen wurde. Sein bisher letzter Kurzfilm Chump wurde 2002 auf dem Seattle Underground Film Festival als bester animierter Kurzfilm ausgezeichnet. In den Jahren danach war er als Regisseur für die Filme Flutsch und weg (2006), Despereaux – Der kleine Mäuseheld (2008) und ParaNorman (2012) verantwortlich. Für letzteren erhielt Fell eine Oscar-Nominierung in der Kategorie Bester animierter Spielfilm bei der Oscarverleihung 2013.

## Filmografie
- 1992: The Big Cheese (Kurzfilm)
- 1996: Pop (Kurzfilm)
- 2002: Chump (Kurzfilm)
- 2006: Flutsch und weg (Flushed Away)
- 2008: Despereaux – Der kleine Mäuseheld (The Tale of Despereaux)
- 2012: ParaNorman
- 2023: Chicken Run: Operation Nugget (Chicken Run: Dawn of the Nugget)